# Little Haiti
La Petita Haití (en anglès: Little Haiti) és un barri de la ciutat de Miami en l'estat de Florida, als Estats Units. Durant els anys 1960 del segle xx, durant el govern dictatorial de la família Duvalier (pare i fill), molts haitianos van fugir de l'illa de la Hispaniola, i van emigrar als Estats Units (principalment a la ciutat de Nova York i a Miami), i al Canadà, concretament a la província francòfona del Quebec. Durant els anys 1970 fins als anys 1980 del segle xx, el barri de Lemon City es va convertir amb el pas del temps en un lloc de residència de la comunitat haitiana. El barri es va omplir de haitianos, i va passar a cridar-se "Petita Haití", (en anglès: Little Haiti).
La Petita Haití és un dels barris més pobres de Miami. La criminalitat és abundant degut a la presència de bandes de carrer i xarxes mafioses. Little Haiti, ha desenvolupat un dinamisme cultural important. La Petita Haití s'ha convertit en un centre cultural de la diàspora hatiana a Florida, i de la cultura hatiana francòfona. Una estàtua de l'heroi nacional Toussaint Louverture va ser erigida en el cor de la ciutat. Les estadístiques demogràfiques indiquen que al barri habiten un 65 % per cent d'afroamericans, i un 15 % per cent de parlants de castellà. Més del 20 % de cent de la població del barri, no parla normalment en anglès.